# Полицейская медаль за службу в тяжёлых условиях
Полицейская медаль за особые заслуги (англ. Police (Special Duty) Medal, хинди पुलिस (कठिन सेवा) पदक) — военная государственная награда Индии, учреждённая для поощрения сотрудников полиции, проходящих службу в условиях особой тяжести и сурового климата. Награда была учреждена указом Президентского секретариата № 30-Pres/62 от 23 февраля 1962 года с обратной силой с 1 января 1959 года. Медаль вручается за службу в труднодоступных и экстремальных регионах страны, включая Гималаи, пустынные зоны и северо-восточные штаты. В отличие от централизованных наград, медаль не производится в едином порядке и может изготавливаться локально, что приводит к вариациям в дизайне и качестве.

## История
Полицейская медаль за особые заслуги была учреждена 23 февраля 1962 года Указом Президентского секретариата № 29-Pres/62 с обратной силой с 1 января 1959 года. Целью учреждения стало признание службы сотрудников полиции и центральных органов правопорядка в условиях «особой тяжести и/или сурового климата», включая высокогорные, пустынные и отдалённые регионы страны. В 1959 году право получить награду было расширено на сотрудников Центрального резерва полиции и Центральное бюро разведки.
Первоначально в список территорий, при службе в которых можно получить медаль, входили Ранн Качх и Банасканта в Гуджарате, а также пограничные посты Раджастхана. В последующие годы были добавлены Сикким, Мегхалаю, Андаманские и Никобарские острова, а также северо-восточные штаты, включая Нагаленд, Манипур, Трипура и Аруначал-Прадеш.
К примеру в 1963 году были опубликованы территории, служба на которых давала право на награду:
- Весь округ Лех (Ладакх).
- Долина Драс.
- Каргил.
- Керен.
- Часть округа Барамулла, расположенная вдоль линии прекращения огня к югу от города Барамулла.
- В Кашмирской долине:
  - Полицейский участок Вильгам
  - Полицейский участок Кандивар
  - Полицейский участок Биджхмал
  - Полицейский участок Паттан
  - Полицейский участок Гульмарг
- В Джамму:
  - Полицейский участок Райнагар
  - Полицейский участок Самба
  - Полицейский участок Рамгарх
  - Полицейский участок Бишнах
  - Полицейский участок Ранбир Сингх Пур
  - Полицейский участок Акхнур
  - Полицейский участок Манц
  - Полицейский участок Хирамба
  - Полицейский участок Наушера
  - Полицейский участок Раджаури
  - Полицейский участок Мендхар
  - Полицейский участок Котранка
  - Полицейский участок Поунч
  - Полицейский участок Нанди
- Район Сивасагар и Никер Хиллз (территория между железной дорогой и границей Нагаленда).

В 1988 году было принято решение о расширении критериев: теперь медаль вручалась за службу в Пенджабе и союзной территории Чандигарх при условии завершения одного года службы после 1 января 1983 года. Однако в 2001 году это положение было отменено, и с тех пор сотрудники, проходящие службу в Пенджабе и Чандигархе, не имеют права на получение этой награды.
С 1962 по 2019 год имена награждённых публиковались в «The Gazette of India». С 2019 года полномочия по награждению переданы командирам подразделений, и вручение медали больше не требует публикации в «The Gazette of India».

## Описание
Медаль имеет круглую форму, диаметром 38 мм, изготовлена из медно-никелевого сплава.
На аверсе изображён Государственный герб Индии, окружённый декоративным лотосовым венком. Под гербом размещена надпись на хинди «सत्यमेव जयते». На реверсе в центре изображение — контурное изображение Ганготри (истока реки Ганг в Гималаях). По верхнему краю — надпись на хинди «पुलिस कठिन सेवा पदक» (Полицейская медаль за службу в тяжёлых условиях), по нижнему — англ. «Gangotri».
Медаль подвешивается на прямой планке длиной 38 мм с надписью «POLICE (SPECIAL DUTY)» и указанием региона службы.
Шёлковая лента, шириной 35 мм, состоит из нескольких полос: белого цвета с центральной полосой, состоящей из трёх цветов: красного, жёлтого и зелёного (по 4 мм каждый), повторяющих цвета национального флага Индии. Из-за децентрализованного производства оттенки могут незначительно варьироваться.

### Планки
Медаль может сопровождаться планками, указывающими на регион службы. Каждая планка — длиной 32 мм, с названием территории. Повторные награждения отмечаются дополнительными планками.
Список планок:
- Гуджарат
- Раджастхан — пограничные посты
- Сикким
- Джамму и Кашмир — кроме некоторых полицейских участков
- Трипура
- Нагаленд
- Манипур
- Мегхалая
- Мизорам
- Аруначал-Прадеш (N.E.F.A.)
- Ассам
- Западная Бенгалия

Также предусмотрены планки для сотрудников Воздушного крыла Пограничной охранной силы (BSF), совершивших не менее 10 вылетов в указанные труднодоступные районы.

## Критерии награждения
Право на награждение имели служащие полицейских сил, Центральный резервный полицейский корпус (CRPF) и Центральное бюро разведки (CBI), которые несли службу в тяжёлых условиях. Награда могла вручаться посмертно. Для раненых критерии награждения смягчались.
Для награждения нужно было нести службу не указанных территориях не менее одного года после 1 января 1959 года. Лица прослужившие более двух лет могли быть награждены планкой на ленту. Вторую планку могли вручить лицам нёсшим службу не менее 8 лет. Максимальное количество планок — две.
С 1962 по 2019 год указ о награждении подписывал Президент Индии. Президент Индии также имел право отозвать награждение. С 2019 года командиры подразделений уполномочены самостоятельно вручать медаль, направляя копию приказа в Министерство внутренних дел. Централизованное производство медали не осуществляется — заказы направляются напрямую на Монетный двор Индии в Калькутте по мере необходимости.